# Kārlis Ulmanis
Kārlis Ulmanis fou un polític letó, que va néixer el 4 de setembre de 1877, a Bērze, al sud de Letònia, llavors sota domini rus, i va morir el 20 de setembre de 1942 a la Presó de Krasnovodsk dins la Unió Soviètica, avui en dia Türkmenbaşy al Turkmenistan.
Va ser un dels polítics letons més destacats durant el període d'entreguerres i la independència de Letònia abans de la Segona Guerra Mundial de 1918 a juny de 1940. Va exercir quatre vegades com a primer ministre, l'últim com a cap d'un règim autoritari, durant el qual va adoptar posteriorment també el títol de President de Letònia.

## Primers temps
Després d'estudiar agronomia a Suïssa, a l'Institut Federal Suís de Tecnologia de Zuric; després va continuar els seus estudis a Alemanya, a la Universitat de Leipzig, on participà activament en la Revolució russa de 1905. Després d'estar un temps detingut es va veure forçat a anar a l'exili a Pskov. Més endavant es refugià als Estats Units i es va graduar com a enginyer agrònom per la Universitat de Nebraska, abans de ser contractat com a professor.
L'amnistia de 1913 li va permetre tornar a casa. El 1917, durant els successos revolucionaris de Rússia, va fundar la Unió d'Agricultors Letons, partit polític que reclamava la independència de Letònia. El 18 de novembre de 1918, amb altres patriotes que van participar amb ell en la fundació del Consell Nacional de la població letona (Taut Padome), van declarar la independència de Letònia.
Ulmanis va ser elegit líder pel govern provisional de Letònia, també, va continuar com a ministre i president fins al juny de 1921. Durant aquest període, va liderar la lluita contra les agressions externes, provinents d'Alemanya (Baltische Landeswehr i Freikorps) i de Rússia (els bolxevics i els russos blancs), recolzat en això per França i Gran Bretanya. Ulmanis va ser qui va realitzar la creació del Saeima (Parlament), convocat per primera vegada l'11 d'agost de 1920.
Ulmanis és de nou Ministre-President del desembre de 1925 al maig de 1926 i del març 1931 al desembre de 1932.

## La dictadura
El 15 de maig de 1934, com a part d'un greu deteriorament de la situació econòmica i política (l'agitació dels nazis de Letònia, encapçalada per Gustavs Celmiņš i els comunistes (els dirigents dels quals s'havien refugiat a l'URSS), declara la llei marcial amb el suport del general Jānis Balodis.
Tots els partits i el Parlament són dissolts. Des de 1936, la data d'expiració del mandat del President Alberts Kviesis, Ulmanis combina les funcions de Ministre i President de la República i pren el títol d'Adonis Taut ("Cap de la Nació" en letó).
Econòmicament, el comerç exterior, depenent de l'URSS en la dècada del 1930 es va diversificar (Alemanya, Regne Unit), el PIB també va augmentar significativament. Durant aquest període, Letònia va aconseguir els millors resultats en la lluita contra l'analfabetisme a Europa.
En política exterior, es va signar un tractat d'aliança militar amb Estònia i Lituània (Entesa Bàltica). Però els tres estats bàltics són atribuïts a l'URSS pel Pacte Mólotov-Ribbentrop (23 d'agost de 1939). Les forces soviètiques, sota l'amenaça d'invasió, obliguen els tres països a acceptar l'ocupació militar i la transferència de diverses bases militars.
Després de la invasió soviètica 17 juny 1940 (de fet, l'exèrcit rus ja es trobava a Letònia és el "poder", recolzat pels comunistes de Letònia), Ulmanis va ser detingut el 21 de juliol i deportat a la Unió Soviètica. Va morir el 20 de setembre de 1942.

## Després de la seva mort
Kārlis Ulmanis segueix sent una persona molt popular a Letònia. Durant l'ocupació soviètica (1944 - 1991), és descrit pel règim comunista com un dictador feixista (com gairebé tots els enemics del comunisme). El 2003, es va inaugurar a Riga, la capital, una estàtua de l'ex cap d'Estat, al qual va assistir el Ministre-President de l'època, Einars Repše. El seu nebot, Guntis Ulmanis va ser president del 7 juliol de 1993 fins al 8 de juliol de 1999.